# Estação Ferroviária de Lisboa-Santa Apolónia

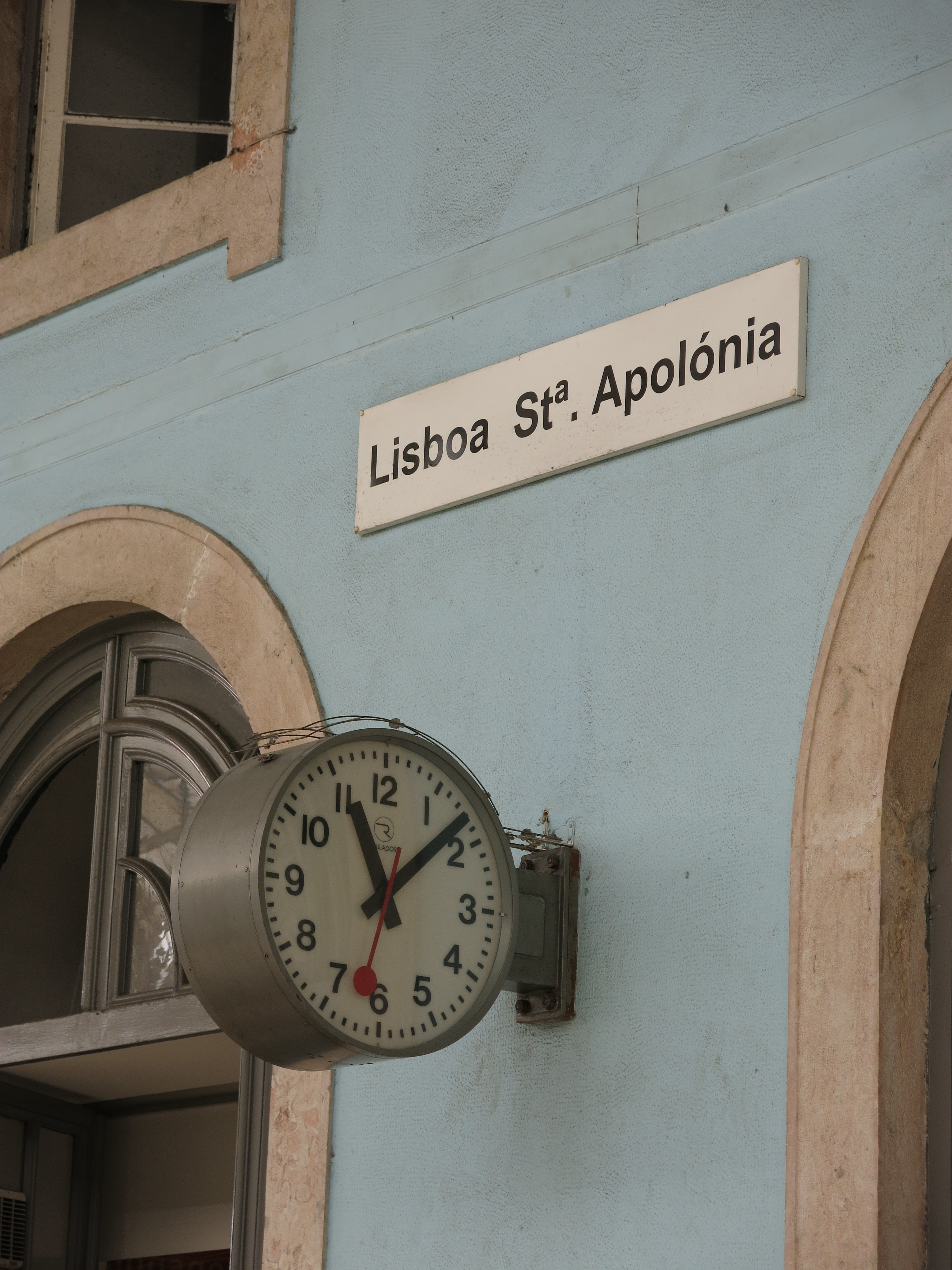
Relógio na estação de Lisboa - Santa Apolónia.

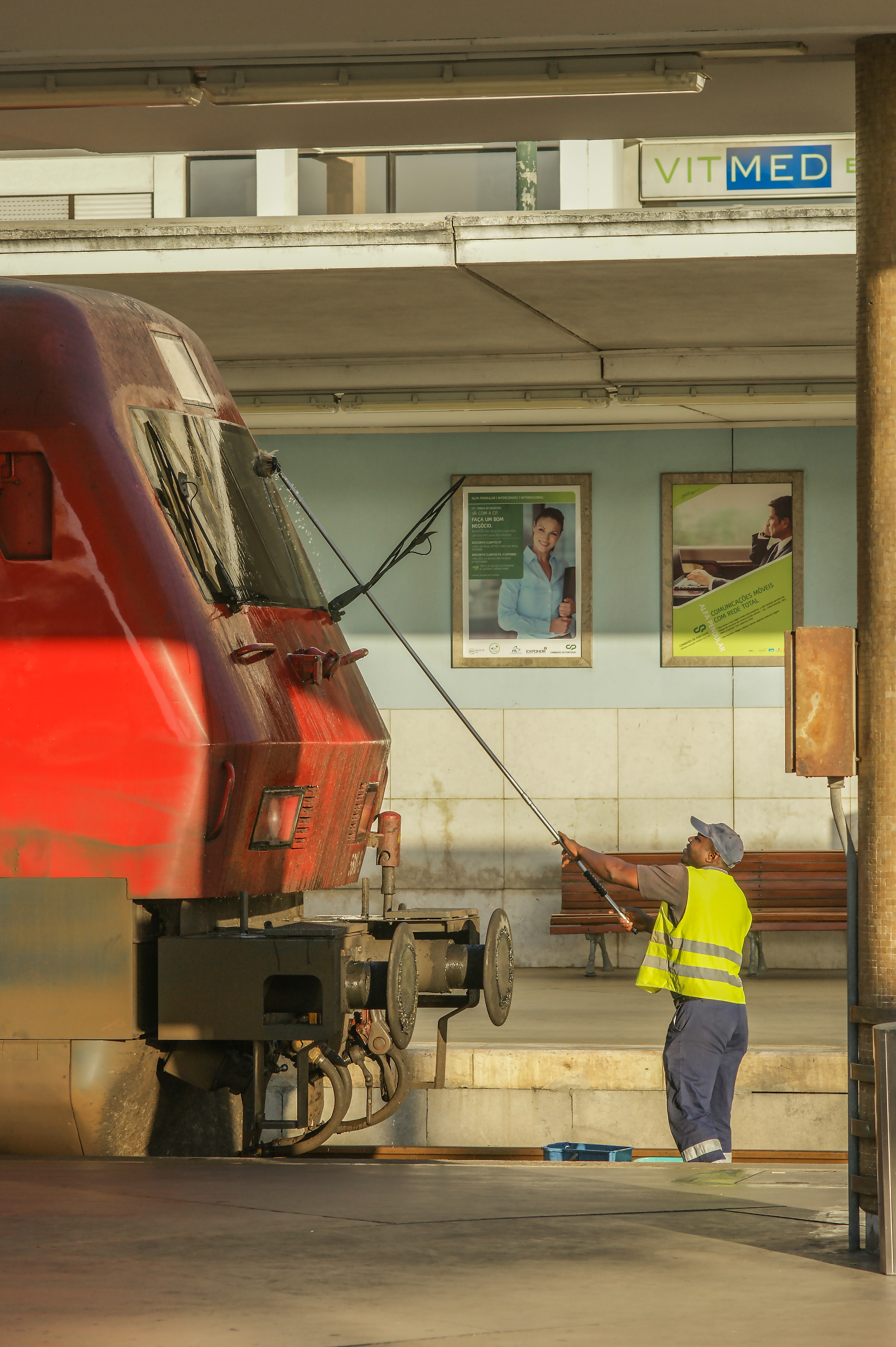
Lavagem das janelas de locomotiva de longo curso em Lisboa - Santa Apolónia.

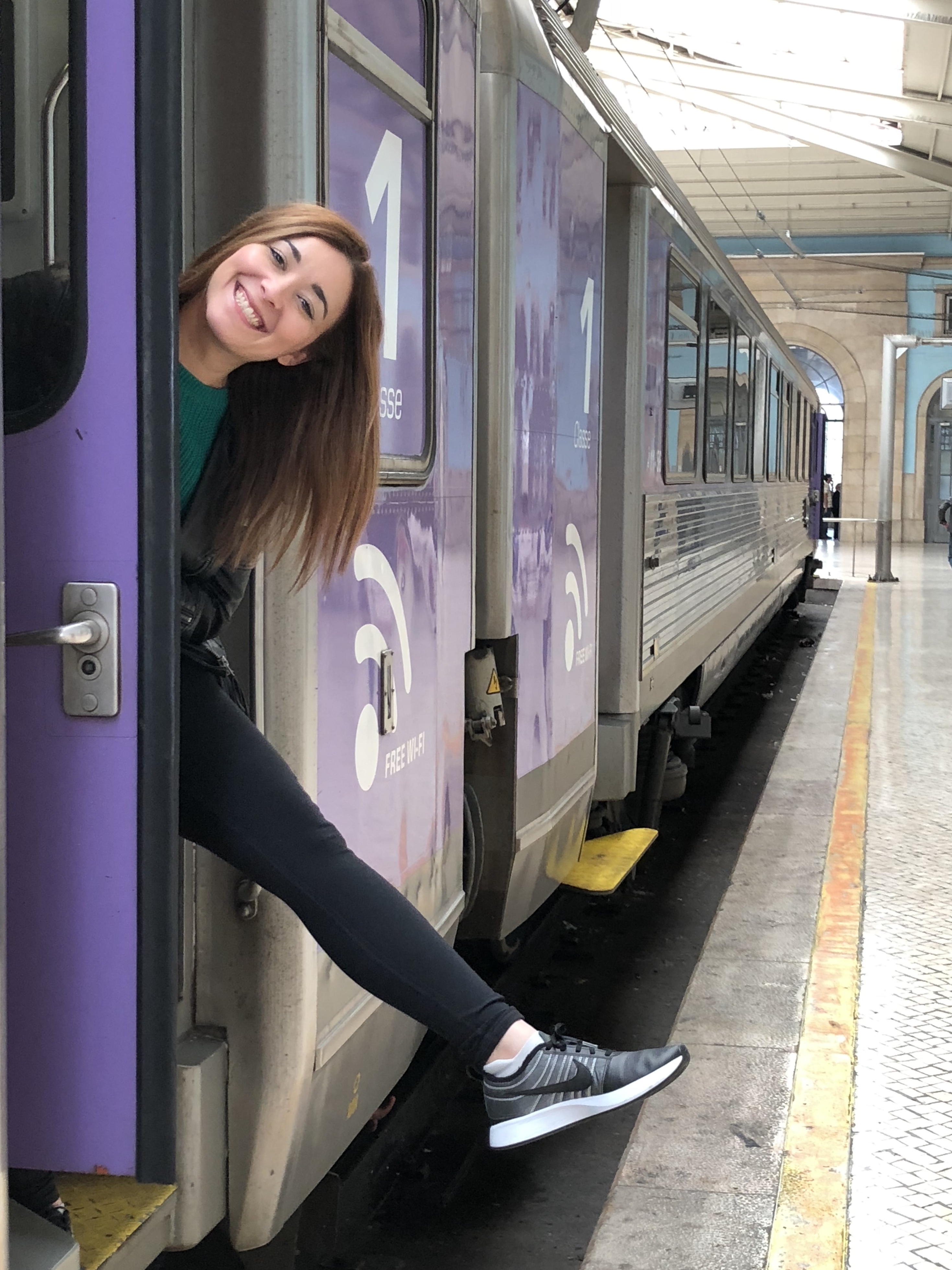
Composição InterCidades de partida em Lisboa - Santa Apolónia.

A Estação Ferroviária de Lisboa-Santa Apolónia, gerida pela Infraestruturas de Portugal, é uma interface da Linha do Norte, que serve a cidade de Lisboa, em Portugal. Originalmente planeada como uma gare ferroviária e fluvial, entrou ao serviço apenas como uma gare provisória em 28 de Outubro de 1856, quando foi inaugurado o primeiro lanço de via férrea em Portugal, até ao Carregado. Só em Outubro de 1862 é que se iniciaram as obras da estação definitiva, que foi inaugurada em 1 de Maio de 1865. A estação de Santa Apolónia perdeu muito do seu protagonismo com a abertura da Gare do Rossio em 1891, que passou a reunir todo o tráfego de passageiros de longa distância. Foi alvo de importantes obras de ampliação nas décadas de 1930 e 1940 Nos anos 50, os serviços de longo curso voltaram a Santa Apolónia, levando a grandes obras de modificação na estação para acolher comboios de maior comprimento.

## Descrição

### Localização e acessos
Situa-se na freguesia de São Vicente em Lisboa, com acessos pela Avenida Infante Dom Henrique (sul), Rua dos Caminhos de Ferro (norte), e Largo do Museu de Artilharia (poente).

### Infraestrutura

#### Enquadramento
A estação de Santa Apolónia é o terminal sul da Linha do Norte, tendo Braço de Prata como estação seguinte, onde também se entronca a Linha de Cintura; Santa Apolónia é também o terminal sul da Concordância de Xabregas, que a liga à Linha de Cintura no enfiamento oposto, tendo Roma-Areeiro como estação seguinte, desde o encerramento do Apeadeiro de Chelas.

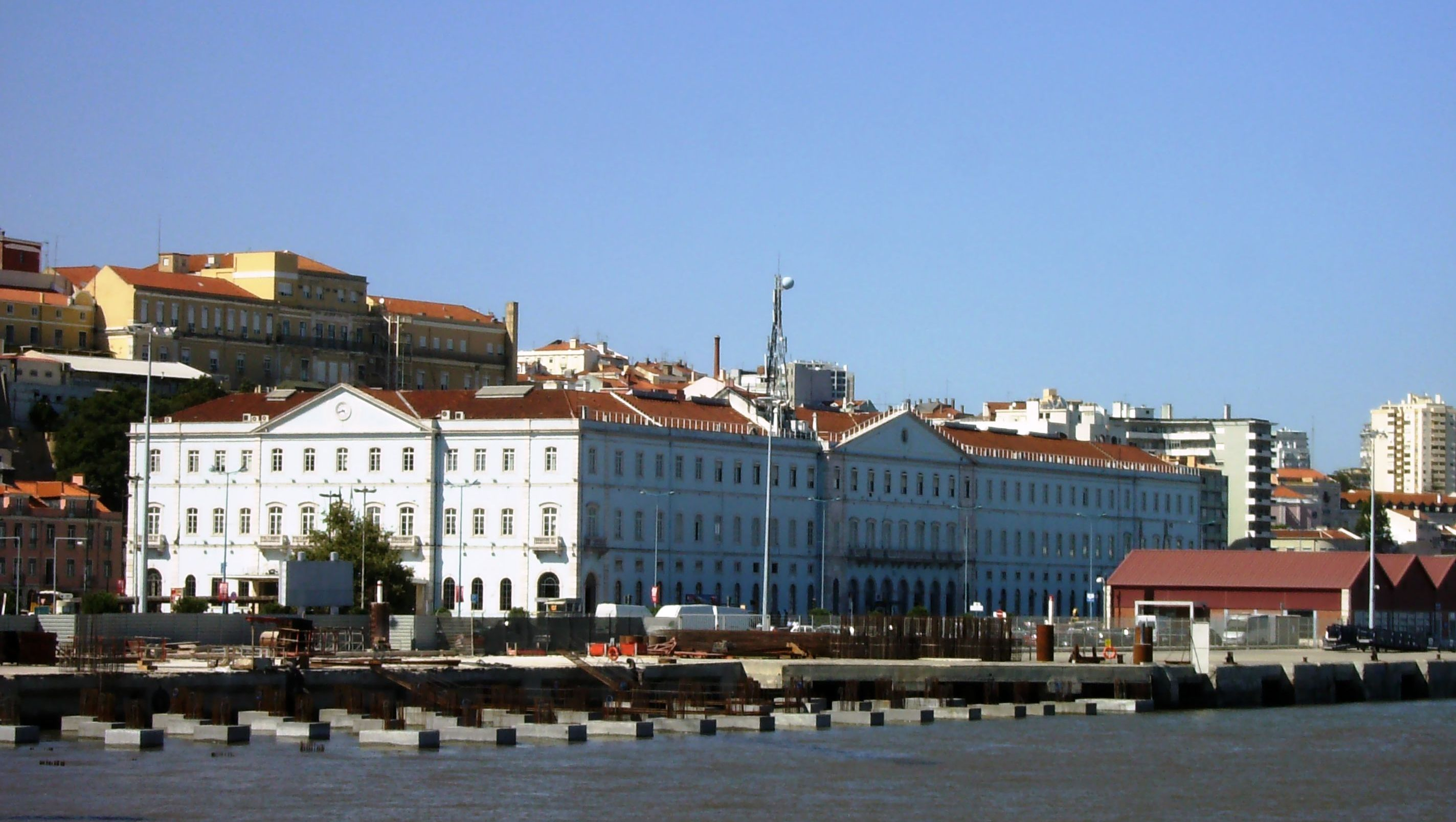
Vista geral da estação de Santa Apolónia, em 2009.

Faz parte de um conjunto de quatro estações ferroviárias no centro de Lisboa, terminais das ligações radiais:
- Lisboa - Santa Apolónia (terminal da Linha do Norte - suburbana, regional, intercidades, internacional)
- Lisboa - Rossio (terminal da Linha de Sintra - suburbana)
  - a montante: Campolide-A (terminal da Linha do Sul)
- Lisboa - Cais do Sodré (terminal da Linha de Cascais - suburbana)
- Lisboa - Sul e Sueste (terminal da Linha do Alentejo - suburbana, fluvial)

Estes quatro terminais encontram-se ligados entre si por intermédio de carreiras de transportes urbanos, operadas pela Carris e pelo Metro:
- Santa Apolónia ⇄ Sul e Sueste: Carris (206, 210, 728, 735, 759, 781, 782, 794) e Metro (Linha Azul)
- Santa Apolónia ⇄ Rossio: Carris (206, 759, 794) e Metro (Linha Azul)
- Santa Apolónia ⇄ Cais do Sodré: Carris (206, 210, 706, 735, 781, 782)
- Sul e Sueste ⇄ Rossio: Carris (206, 759, 794) e Metro (Linha Azul)
- Sul e Sueste ⇄ Cais do Sodré: Carris (206, 210, 735, 781, 782)
- Rossio ⇄ Cais do Sodré: Carris (206, 207, 736) e Metro (Linha Verde)

#### Edifício
A fachada principal, simétrica, apresenta-se do estilo neoclássico, como pode ser comprovado pela decoração das sacadas, pelo frontão e arquitrave, os arcos de volta perfeita e a saliência no módulo principal. A nave da estação tem 117 m de comprimento, 24,60 m de largura e uma altura máxima de 13 m. Os materiais utilizados na sua construção foram alvenaria de tijolo, cantaria de calcário, ferro forjado, madeira (pinho) e vidro.

#### Vias e plataformas
Em dados de 2012, a estação de Santa Apolónia conta com seis vias de circulação, com comprimentos entre os 250 e 335 m; as plataformas tinham entre 172 e 348 m de comprimento, e uma altura de 60 a 70 cm, numeradas de 1 a 7:
| - Linha 1 (topo norte do lado da cidade): partidas e chegadas Alfa Pendular; - Linha 2 (topo norte do lado da cidade): partidas e chegadas Intercidades e dos Regionais Oeste; - Linha 3 (via central do lado da cidade): partidas e chegadas dos serviços Intercidades e internacionais; - Linha 4 (via central): é uma via de resguardo, sem acesso direto às plataformas, não efetuando serviço comercial. - Linha 5 (via central do lado do rio): partidas e chegadas Intercidades, Inter-Regional e regional Beira Baixa; - Linha 6 (topo norte do lado do rio): partidas e chegadas regional; - Linha 7 (topo norte do lado do rio): partidas e chegadas urbanos. |

## História

### Século XIX

#### Antecedentes e primeiros projectos
Em meados do século XIX, as comunicações de Lisboa com o resto do país e o estrangeiro eram muito deficientes. Por exemplo, uma viagem de Lisboa ao Porto era feita inicialmente de navio, que percorria o Rio Tejo até ao Carregado, onde se apanhava a Mala-posta. Porém, as embarcações utilizadas até ao Carregado avariavam constantemente, e estavam dependentes das marés, perdendo frequentemente a ligação com a mala posta, que por seu turno era muito lenta, demorando cerca de 33 horas até ao Porto. Em Dezembro de 1844, por iniciativa de José Bernardo da Costa Cabral, foi fundada a Companhia das Obras Públicas, sendo uma dos principais finalidades a construção de um caminho de ferro entre Lisboa e Espanha, e de uma interface ferroviária e marítima na capital portuguesa. Previa-se que esta estação, que seria denominada de Cais da América ou Cais da Europa, permitiria que os passageiros, vindos de toda a Europa por comboio, fizessem transbordo para um navio de cruzeiro com destino à América.

#### Planeamento

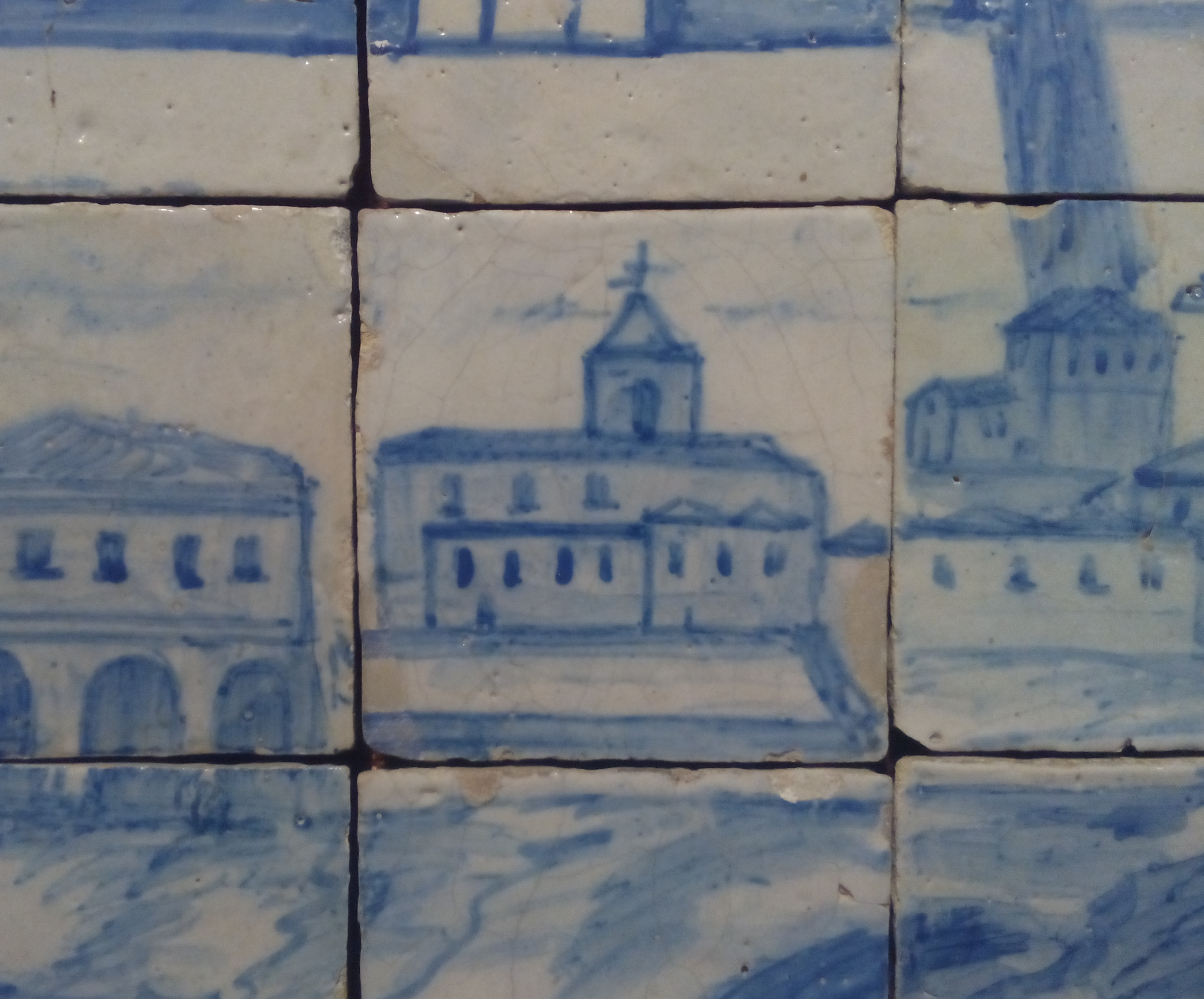
Representação do Convento de Santa Apolónia, num painel de azulejos do início do século XVIII (Museu Nacional do Azulejo)

O plano inicial para a construção do Cais da América preconizava a sua instalação no Cais dos Soldados, mas em Dezembro de 1852 o engenheiro Thomaz Rumball propôs duas alternativas: junto à Fundição de Lisboa, ou nas proximidades do Largo do Intendente, no vale que foi posteriormente ocupado pela Avenida Almirante Reis. Outro engenheiro, Harcourt White, também comentou em Janeiro de 1853 que o Cais dos Soldados não era um local adequado para a estação, alegando falta de espaço, tendo sugerido que fosse construída junto ao rio, após a Igreja dos Anjos em Xabregas, onde existia muito espaço livre. Foi nomeada uma comissão executiva para planear a construção da estação de Lisboa, que aconselhou a instalação de duas estações principais, uma delas perto da Rocha do Conde de Óbidos, para passageiros e mercadorias, e outra junto à alfândega de Lisboa, no Terreiro do Paço. As obras de construção da ligação ferroviária até Espanha iniciaram-se nesse ano, por ordem de Fontes Pereira de Melo.

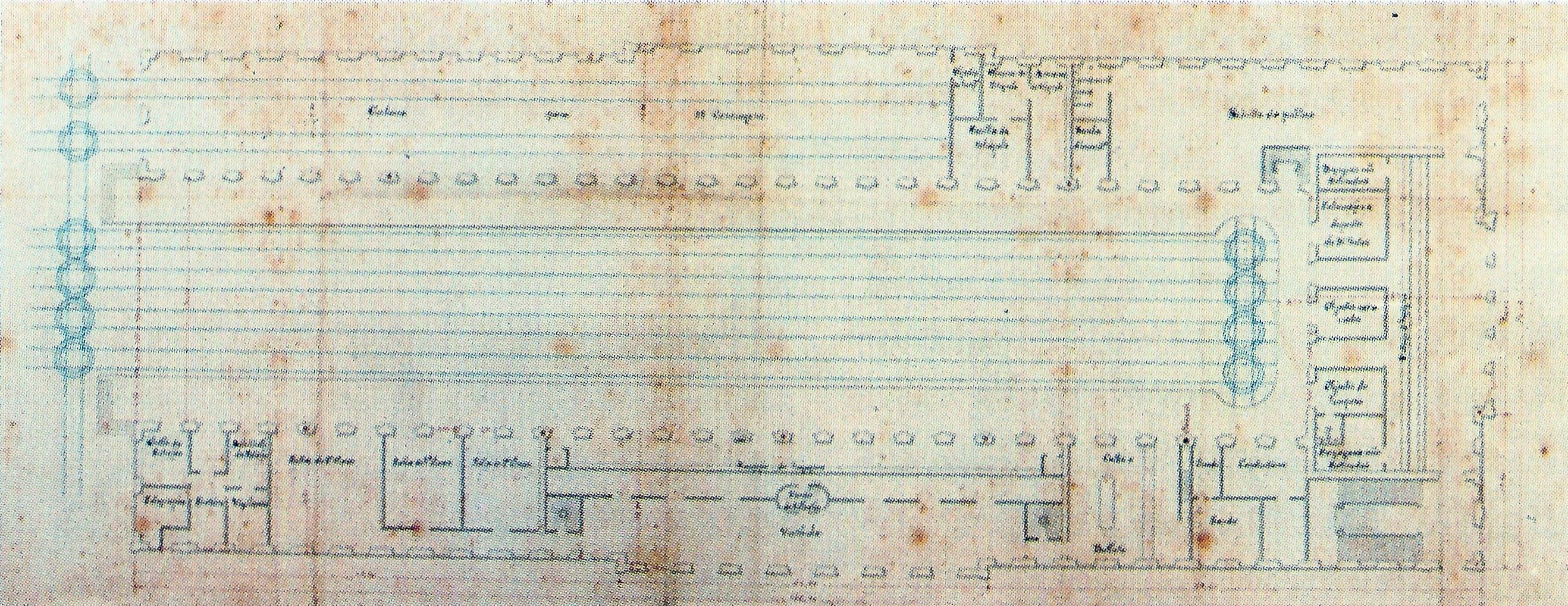
Planta da Gare, c. 1856.

Em 7 de Maio de 1853, foram inauguradas as obras do Caminho de Ferro do Leste, no reinado de D. Maria II, numa cerimónia que teve lugar junto com ao Convento do Beato António, em Xabregas.
Em 8 de Março de 1854 foi aprovado o projecto definitivo para a estação no Cais dos Soldados, que apresentava gares distintas para os passageiros e mercadorias, oficinas para reparação, cocheiras para albergar o material circulante, e várias vias de serviço. Para o edifício dos passageiros, já havia sido obtido em 1852 o antigo Convento de Santa Apolónia e deveria ser necessário demolir o Arsenal do Exército. O terreno necessário para a construção do cais marginal e da via férrea até Alcântara, para o transporte de mercadorias, deveria ser conquistado ao Rio Tejo.

#### Inauguração da estação provisória
No entanto, quando se inaugurou o primeiro troço do Caminho de Ferro do Leste, entre o Carregado e Lisboa, em 28 de Setembro de 1856, ainda não se tinham iniciado as obras de construção do edifício definitivo, tendo a estação provisória de Santa Apolónia sido instalada junto ao Palácio de Coimbra. Na manhã desse dia, o povo começou a chegar à estação, para ver os convidados do comboio inaugural, incluindo o rei D. Pedro V e restantes membros da família real, o cardeal patriarca, o corpo diplomático, e vários membros das forças armadas e do governo. Após a cerimónia da benção, o comboio partiu de Santa Apolónia, o que foi festejado com salvas dos navios, lançamento de foguetes e uma salva de palmas por parte da multidão. No entanto, a viagem de regresso encontrou vários problemas, tendo uma das locomotivas sofrido uma avaria, pelo que foi enviada uma de Lisboa para a substituir. Este processo atrasou a viagem de regresso durante várias horas, e contribuiu para que a inauguração tenha sido considerada um fracasso pelos oponentes dos caminhos de ferro em Portugal.
As instalações da estação situavam-se nas dependências do antigo convento de Santa Apolónia, num local que seria posteriormente ocupado por um armazém de víveres para o pessoal. Originalmente, as vias no interior da estação tinham uma largura de 1,4435 m, mas após a formação da Companhia Real, as linhas já construídas foram adaptadas à Bitola ibérica.
No entanto, o facto da estação provisória estar longe do centro da cidade foi uma das principais causas para o insucesso inicial da Linha, que levou à dissolução do contracto com a Companhia Central Peninsular dos Caminhos de Ferro de Portugal em 1857 e à formação da Companhia Real dos Caminhos de Ferro Portugueses em 1860.

#### Construção, inauguração e primeiros anos

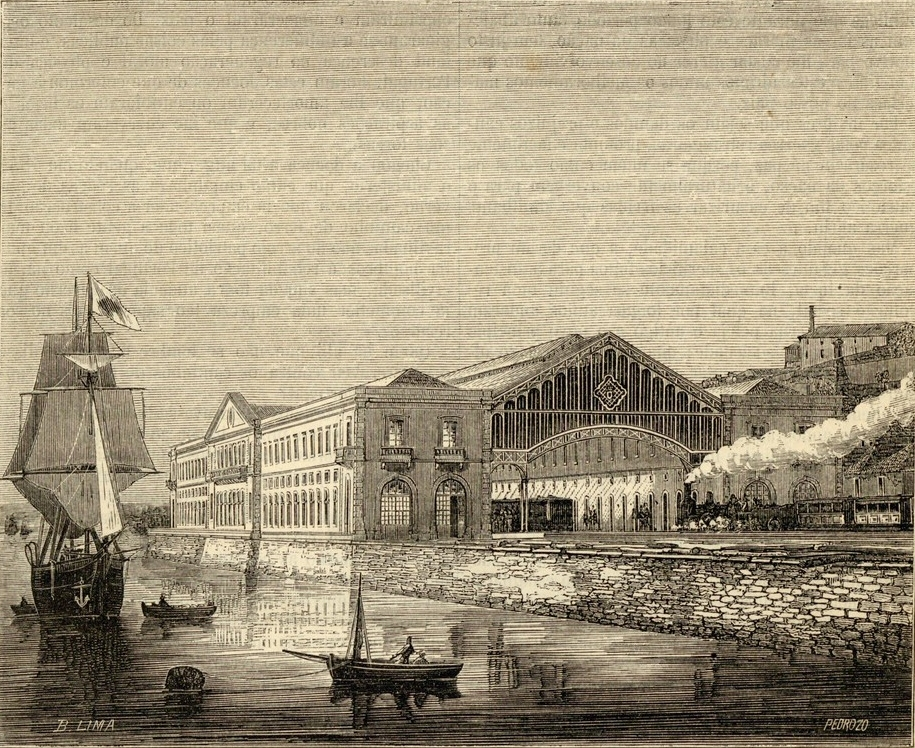
Estação de Santa Apolónia, no século XIX. Destaca-se o edifício original, só com dois pisos, e o pórtico a rematar a marquise, com o escudo da monarquia.

Em Junho de 1862, voltou-se ao projecto original para a estação ferroviária, e as obras iniciaram-se em Outubro desse ano. O projecto foi realizado por Angel Arribas Ugarte, e a obra foi conduzida pelo engenheiro-director, João Evangelista de Abreu, e pelo engenheiro-chefe, Lecrenier. A obras foram executadas pela empresa de construção Oppermann, e a estrutura metálica foi montada pela firma de James Blair. A estação foi inaugurada em 1 de Maio de 1865, entrando ao serviço logo nesse dia.
A construção da estação de Santa Apolónia foi uma das maiores obras no sector dos caminhos de ferro em Portugal, devido às suas grandes dimensões e ao facto de ter sido instalada em terrenos conquistados ao Rio Tejo, destacando-se principalmente o edifício de passageiros e o feixe de vias.
Para a instalação das oficinas de Santa Apolónia, foi necessário recrutar um grande número de operários, que vieram especialmente das povoações ao longo do Tejo, transportados pelos comboios da Linha do Norte. Desta forma, tornou-se um fenómeno habitual a deslocação a pé de dezenas de trabalhadores durante a madrugada desde as suas aldeias até às estações mais próximas, como Vila Franca de Xira, Alhandra, Alverca e Póvoa, seguindo depois de comboio até Braço de Prata, onde apanhavam o comboio operário até Santa Apolónia. Este percurso depois repetia-se no sentido contrário, ao final do dia.
Em 18 de Setembro de 1873, entrou ao serviço a primeira linha de carros americanos em Lisboa, ligando a Estação de Santa Apolónia ao Aterro da Boavista.
Em 28 de Dezembro de 1889, a Imperatriz Teresa Cristina do Brasil faleceu no Porto, tendo o seu corpo sido transportado de comboio até Santa Apolónia, e depois foi levado para a Igreja de São Vicente de Fora.

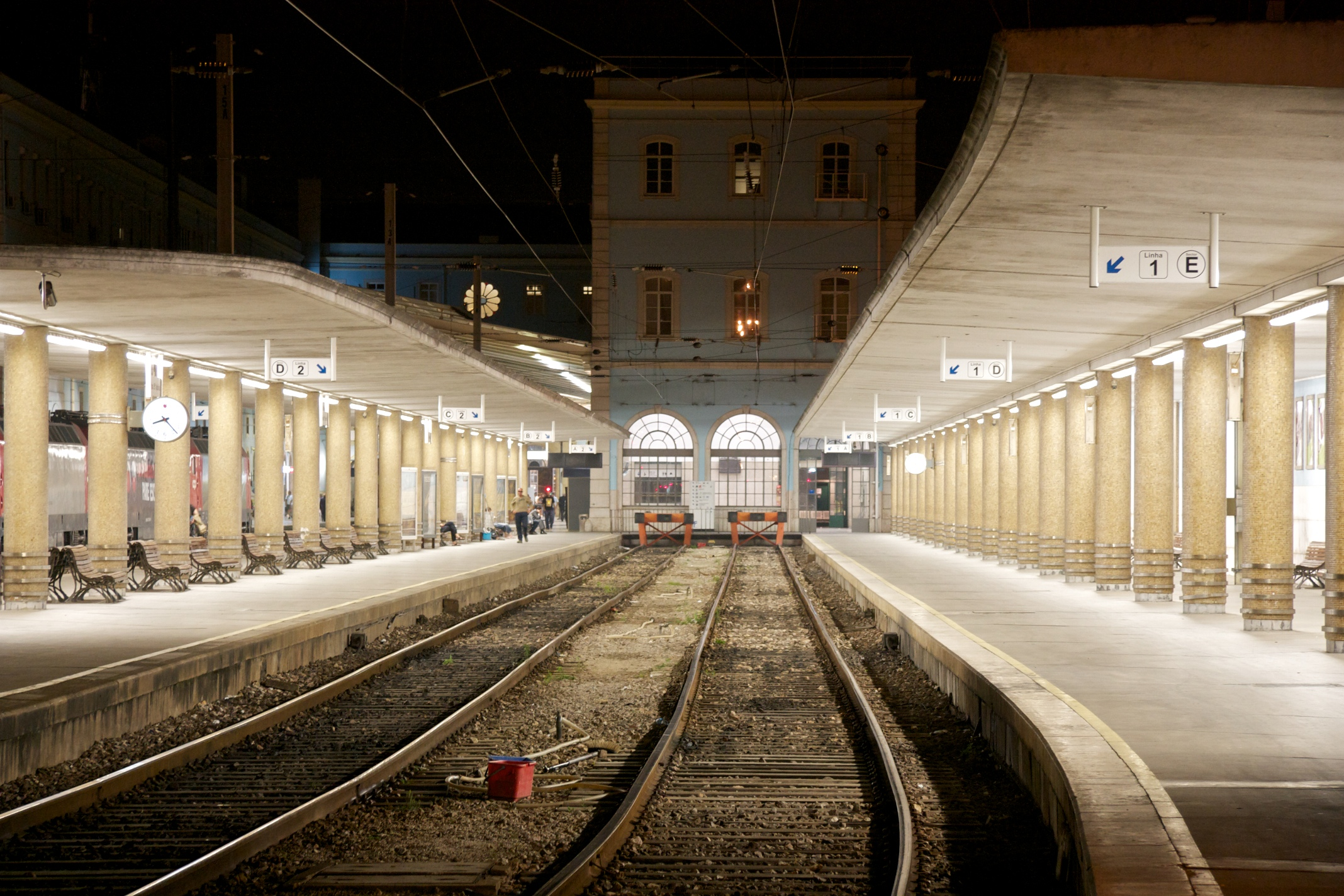
A estação à noite vista da cabina de comando de um comboio que chega.

Em Setembro de 1891, a Gare do Rossio passou a acolher todos os comboios das linhas do Leste e Norte, que antes terminavam em Santa Apolónia.
Em 1895, ocorreu um incêndio nas oficinas de Santa Apolónia, onde foi destruída uma das carruagens do comboio real.

#### Ligação à Linha de Cintura
Em 7 de Julho de 1886, um alvará autorizou a Companhia Real a construir um caminho de ferro de Santa Apolónia a Benfica, de forma a ligar a Linha do Leste às linhas do Oeste e Sintra. A Linha de Cintura entrou ao serviço em 1888. O segmento que liga Santa Apolónia a Chelas foi mais tarde renomeado Concordância de Xabregas.

#### Ligação ao Cais do Sodré
Um alvará de 9 de Abril de 1887 aprovou um projecto da Companhia Real para uma linha marginal de Santa Apolónia até Alcântara, que poderia depois ser prolongada até Cascais. No entanto, apenas foi construído o troço entre Cais do Sodré e Cascais.

### Século XX

#### Décadas de 1910 e 1920
Em 14 Janeiro de 1914, os empregados da Companhia dos Caminhos de Ferro Portugueses entraram em greve, paralisando a maior parte das operações ferroviárias, incluindo em Santa Apolónia, onde tinham sido presos dois grevistas. Este movimento de greve durou quase todo o mês, tendo a situação regressado ao normal cerca de uma semana depois, com apenas alguns episódios esporádicos de violência. Por exemplo, no dia 24, a administração da empresa declarou junto da imprensa que tinham faltado ao trabalho 123 dos 600 empregados de Santa Apolónia, situação que era considerada normal, sendo por isso um sinal do fim da greve.
Nos princípios de 1917, os ataques dos submarinos alemães estavam a causar um grande aumento nos preços dos fretes marítimos, pelo que muitas das mercadorias passaram a ir por via férrea, criando grandes congestionamentos em Santa Apolónia e noutras estações. Para tentar minimizar este problema, a Companhia dos Caminhos de Ferro Portugueses estava a construir, em Janeiro desse ano, um novo cais na marquise em frente à estação, que se previa estar concluído ainda nesse mês.
Em meados da década de 1920, verificou-se um novo aumento no tráfego de mercadorias em Santa Apolónia, devido ao acréscimo no trânsito internacional por caminho de ferro até Lisboa, onde seguiria viagem por via marítima; porém, este movimento revelou-se demasiado para a capacidade de armazenamento na estação de Santa Apolónia, pelo que a Companhia dos Caminhos de Ferro Portugueses se viu forçada, em 1926, a passar parte das mercadorias para a Alfândega no Terreiro do Paço. Em Agosto desse ano, ocorreu um acidente em Santa Apolónia, quando oito vagões descarrilaram e colidiram com outro material circulante, provocando 4 feridos.
Em 3 de Agosto de 1928, saiu da estação de Santa Apolónia o Comboio do Trigo, um serviço especial transportando pessoal técnico, sementes e aparelhos, que tinha como objectivo percorrer várias regiões do país onde se produzia o cereal, de forma a ensinar a população sobre os métodos mais adequados.

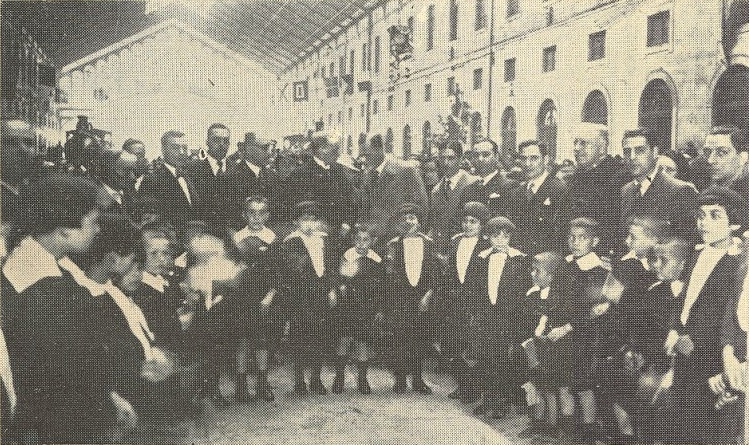
Festa de Natal na estação de Santa Apolónia, em 27 de Dezembro de 1936.

#### Décadas de 1930 e 1940
Em 1934, a Companhia dos Caminhos de Ferro Portugueses realizou obras parciais de reparação em Santa Apolónia, e montou uma instalação de impregnação de enrolamentos nas oficinas gerais. Em 1935, construiu um poço e reservatório de betão, e construiu duas linhas bifilares entre Santa Apolónia e o Rossio. Apesar destas obras de ampliação, em 1940 a estação de Santa Apolónia ainda estava limitada a uma estreita faixa de terreno, sem capacidade suficiente para albergar o movimento próprio e dos seus cais marítimos.
Na década de 1940, foram construídas 7 automotoras nas oficinas de Santa Apolónia. Em 1948, a companhia inaugurou uma cantina em Santa Apolónia.

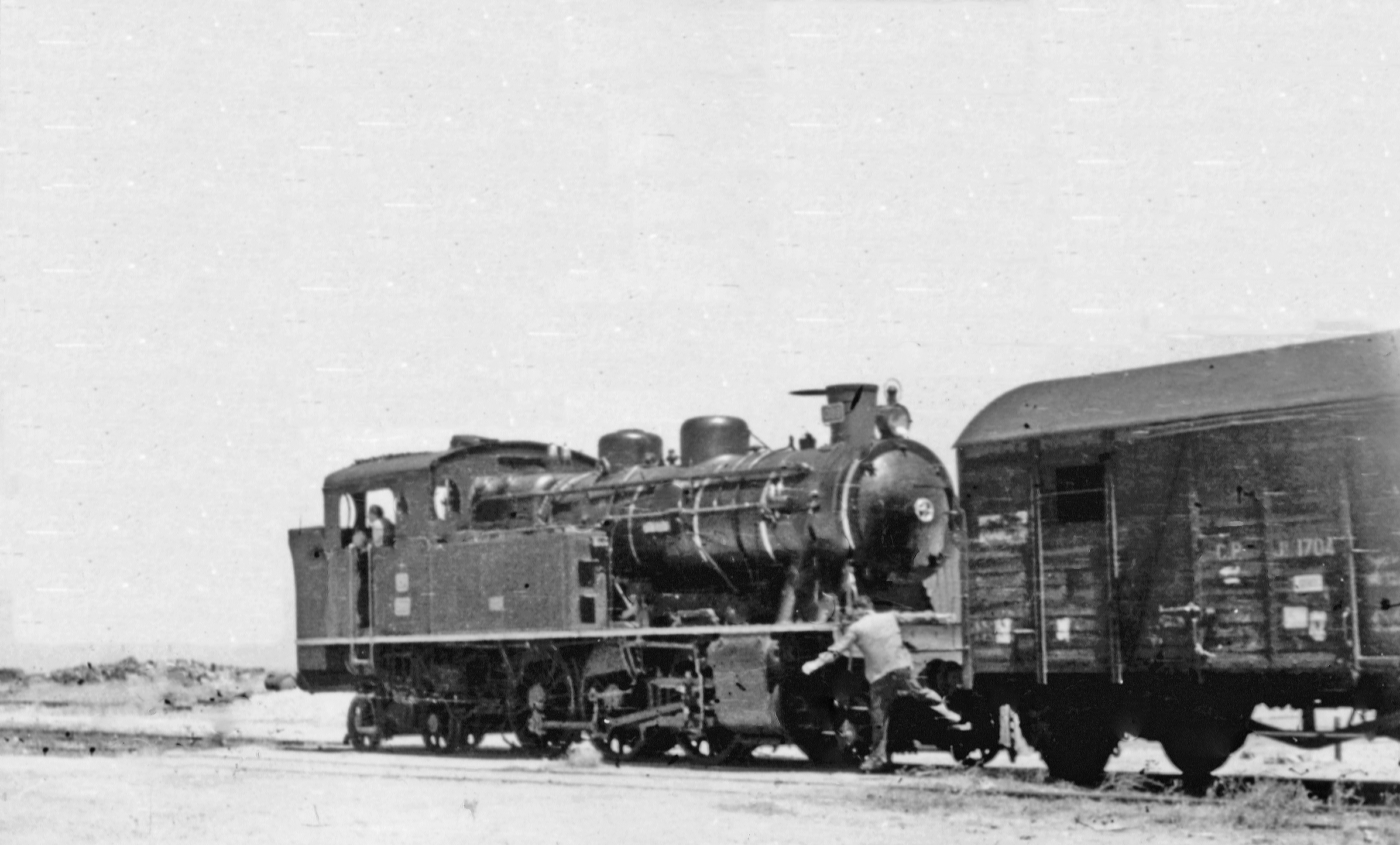
Comboio em manobras em Santa Apolónia, em 1956.

#### Décadas de 1950 e 1960
Em 10 de Março de 1951, chegaram à estação de Santa Apolónia três carruagens francesas metálicas, que a companhia tinha encomendado para os serviços internacionais. Também na década de 1950, a Companhia dos Caminhos de Ferro Portugueses iniciou um programa para a modernização da Linha do Norte e das redes suburbanas de Lisboa e do Porto, que incluiu a instalação de novos aparelhos de sinalização e dos equipamentos para a tracção eléctrica. Um dos lanços englobados na primeira fase deste programa foi o de Santa Apolónia a Braço de Prata, que também deveria ser duplicado, de forma a facilitar o tráfego dos comboios, especialmente os internacionais.

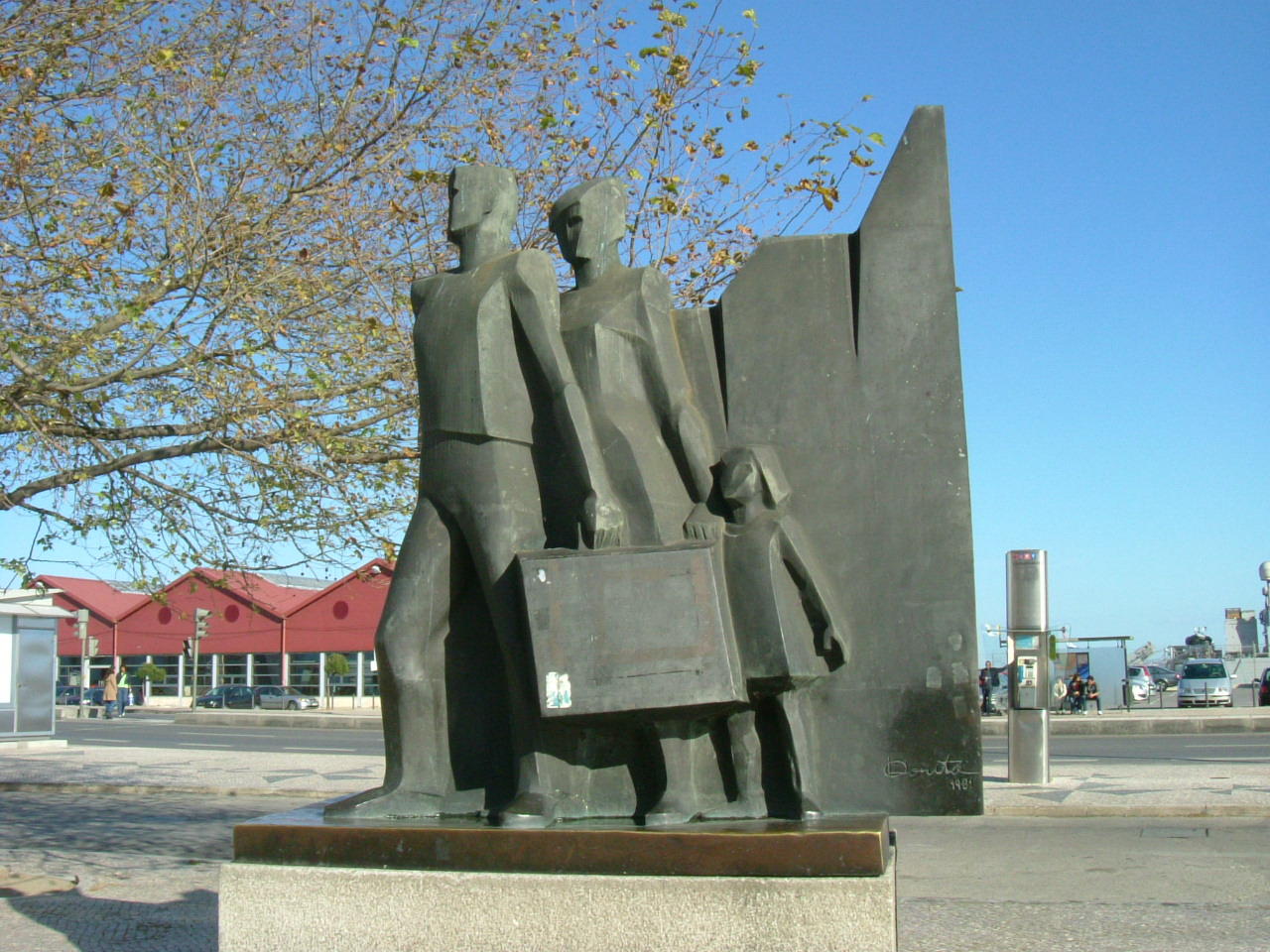
Monumento aos emigrantes, erigido em frente da estação.

Em 1 de Fevereiro de 1955, a Gazeta dos Caminhos de Ferro reportou que o tráfego de longo curso iria voltar a ser feito em Santa Apolónia, para se iniciarem as obras de electrificação do Túnel do Rossio. Nessa altura, já se tinham iniciado as obras para a duplicação da via férrea até Braço de Prata, obra que se previa estar concluída dentro de algumas semanas, de forma a permitir a passagem dos comboios internacionais. A estação tinha sido recentemente alvo de profundas demolições, tendo sido demolidos os antigos armazéns e barracões no lado Sul, e construída uma avenida entre a estação e o rio, que ia até Cabo Ruivo. Em frente da estação, foram instalados dois parques de estacionamento para os autocarros da empresa Carris, que iria reforçar as suas carreiras de Chelas à Praça da Figueira e da Praça do Comércio a Moscavide, e criar uma nova de Santa Apolónia à Praça da Figueira. Os táxis passaram a ter uma praça própria na Avenida Infante Dom Henrique, junto ao edifício da estação. Para permitir a formação de comboios grandes, a estação foi suprida com vários cais longos, um deles com 250 m de comprimento, destinado aos comboios vindos de Vila Nova de Gaia. Desta forma, não seria necessário fazer a troca de locomotivas e a separação dos comboios maiores entre Campolide e o Rossio, como acontecia com o rápido do Porto. À direita estava uma gare mais pequena, que era já utilizada pelos comboios até Vila Franca de Xira, e que deveria ser utilizada pelos comboios Lusitânia Expresso, Sud Expresso e Foguete e por outros serviços de longo curso. As quatro linhas de testa também foram multiplicadas em nove, de forma a acolher todos os comboios sem perturbar o seu funcionamento, embora apenas duas é que fossem directamente servidas por plataformas.

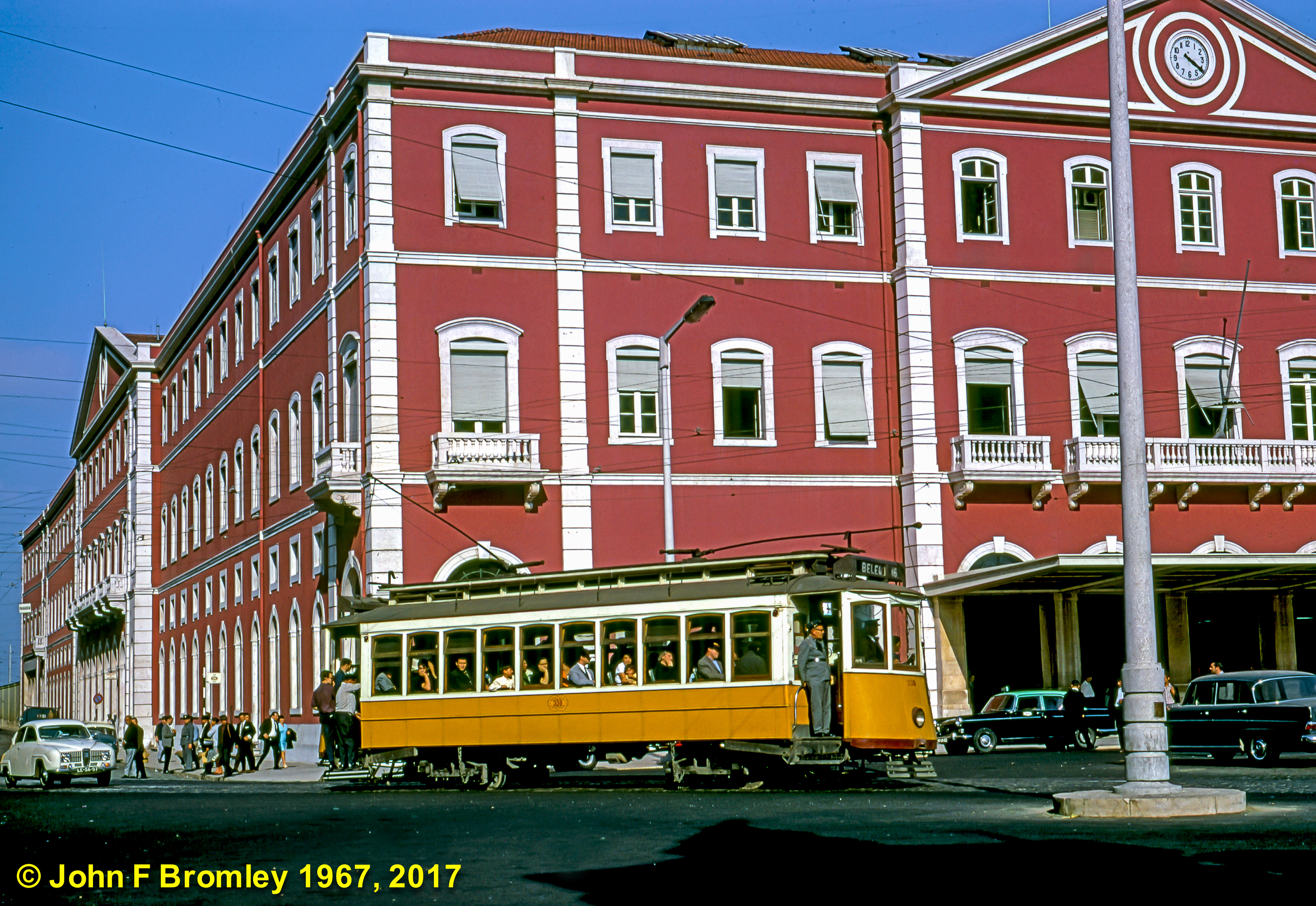
Exterior da estação em 1967.

Em 6 de Março de 1955, foi interrompido o trânsito no Túnel do Rossio para obras, passando todos os comboios rápidos e correios da Linha do Norte e linhas afluentes, e os tranvias da Azambuja, a utilizar a gare de Santa Apolónia. De forma a dar a conhecer ao público as modificações nos serviços e as obras em curso, vários representantes da imprensa visitaram as estações de Santa Apolónia, Rego e Sete Rios. Em Santa Apolónia, foram recebidos pelo director-geral Roberto de Espregueira Mendes e por outras altas individualidades da companhia, que lhes apresentaram as alterações na estação, incluindo a remoção dos serviços internos para libertar mais espaço no átrio, onde foram instaladas três bilheteiras, a venda de jornais, o seguro de viagens, e o serviço para o correio de última hora. Na zona lateral, igualmente com entrada pela Avenida Infante Dom Henrique, passou a funcionar o despacho de bagagens, com uma balança automática que permitia a verificação e registo automático dos volumes. O tratamento das bagagens chegadas e despachadas passou a ser feito numa ampla sala. A gare passou a dispor de projectores para fornecer uma melhor iluminação, especialmente às vias férreas, para tornar menos perigoso o trabalho do pessoal, e foi instalado um sistema sonoro para informar os viajantes. Também foi montado um tejadilho sobre a parte do cais que estava descoberto, e um guarda-vento na parte central da estação, onde foram instaladas salas de espera, um bar e outros serviços que eram considerados indispensáveis a uma estação de grande movimento. A plataforma foi ampliada, de forma a criar um cais próprio para os comboios de mercadorias. Para evitar quaisquer atrasos no serviço dos comboios, foram instaladas três locotractoras para facilitar as manobras. Estava prevista a construção de uma linha dupla entre Sacavém e o cais marítimo, de forma a evitar a passagem por Santa Apolónia dos comboios de mercadorias com origem ou destino no Porto de Lisboa, simplificando as operações da estação, que ficaria a servir quase exclusivamente a cidade.

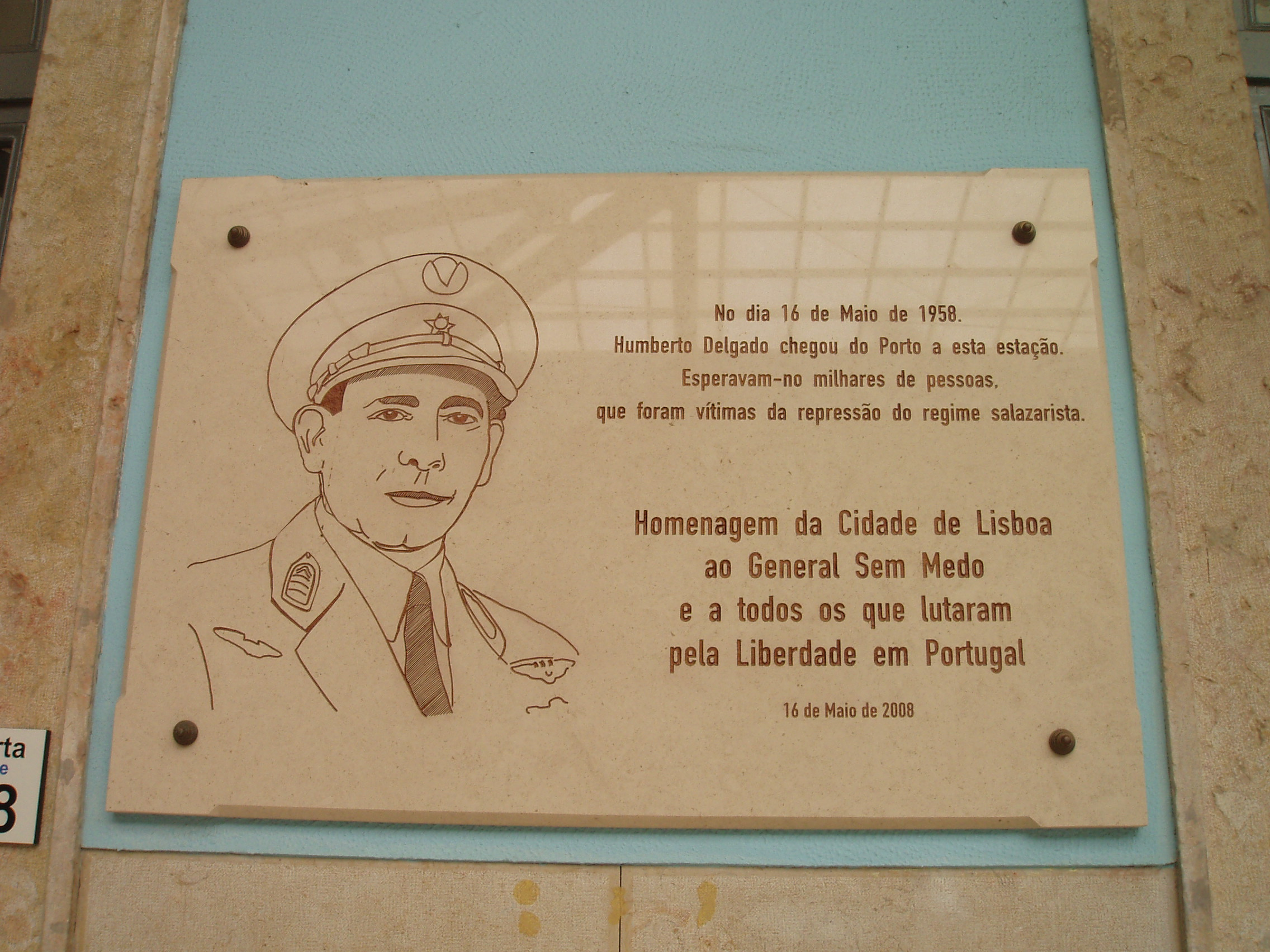
Placa comemorativa da chegada de Humberto Delgado.

Em 12 de Julho de 1955, a Gare do Rossio foi reaberta, voltando a albergar os comboios suburbanos, embora os serviços de longo curso tenham permanecido em Santa Apolónia.
Em 1967, a estação de Santa Apolónia começou a acolher o serviço internacional TER Lisboa Expresso, que fazia a ligação entre a capital portuguesa e Madrid, e que funcionou até 1989.

#### Décadas de 1970 e 1980
Logo após saber da Revolução de 25 de Abril de 1974, Mário Soares, que estava exilado em França, apanhou um comboio para Portugal. Esta viagem, que ficou conhecida como Comboio da Liberdade, terminou com a chegada a Lisboa no dia 28 de Abril, onde Mário Soares foi recebido como um herói em Santa Apolónia, tendo em seguida feito um discurso a partir de uma das janelas da estação. Em 5 de Abril de 1975, realizou-se um plenário de trabalhadores na cantina de Santa Apolónia, na sequência do processo de nacionalização da CP, que se iniciou após a revolução.
Em 1982, o Papa João Paulo II viajou de comboio entre Santa Apolónia, Fátima e Braga, durante a sua visita a Portugal.

### Século XXI
No dia 30 de Novembro de 2000, cerca de quarenta funcionários de Santa Apolónia cortaram a circulação na Avenida Infante Dom Henrique, para protestar contra a morte de um companheiro seu, que tinha sido atropelado apenas alguns momentos antes, na passadeira junto ao edifício da Unidade de Viagens Interurbanas. Os trabalhadores denunciaram aquele local como um frequente palco de acidentes mortais, e exigiram a instalação de barras de segurança e a reposição dos semáforos, que tinham sido retirados.

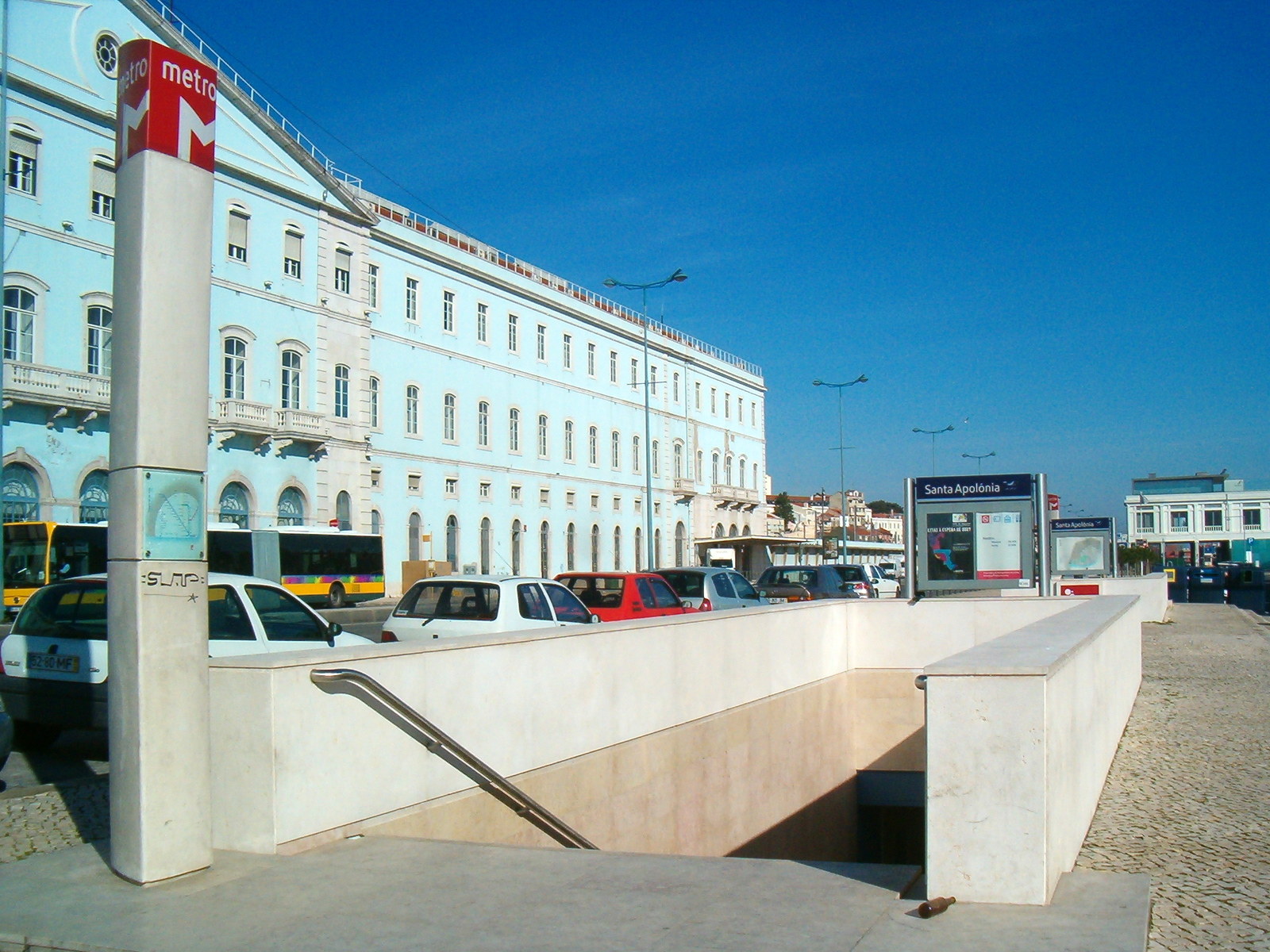
Acesso à estação de metropolitano de.

Em Dezembro de 2007, a estação passou a estar ligada à rede do Metropolitano de Lisboa através de uma ligação intermodal à estação do mesmo nome (Santa Apolónia), término da Linha Azul.
O então Presidente da Câmara Municipal de Lisboa, António Costa, defendeu em 2008 o encerramento da estação ao tráfego ferroviário e passar a servir o terminal de cruzeiros. Já um dos projetos para a Terceira Travessia do Tejo, lançado em 2009, previa a articulação da sua componente ferrovária (em bitola ibérica) com Santa Apolónia. Também Manuel Salgado, à época vereador municipal com o pelouro do urbanismo, defendeu em 2017 o encerramento da estação e a sua substituição por um jardim público.

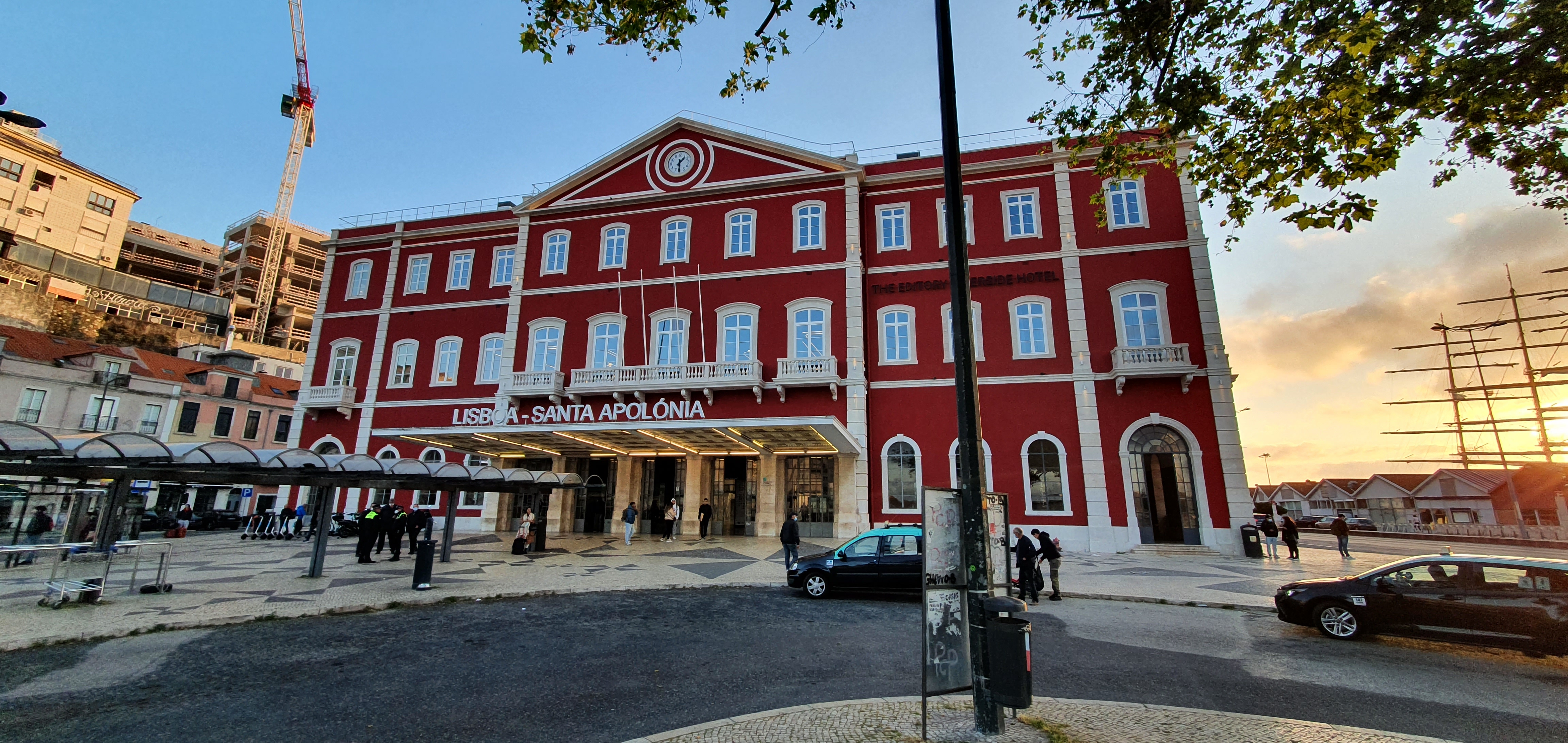
A estação em 2022, após a inauguração do hotel e com nova pintura.

#### Década de 2020
O hotel de cinco estrelas The Editory Riverside Santa Apolónia Hotel, orçado em 12 milhões de euros e ocupando uma parte da estação, abre portas no dia 14 de fevereiro de 2022. Com um total de 126 quartos alusivos à temática da herança ferroviária portuguesa, o projeto resulta da reafetação de uma parte da estação que transformou cerca de 10 000 m² da ala nascente e pisos superiores do corpo central do edifício no novo hotel do grupo The Editory Collection Hotels, detido pela Sonae Capital. O projeto de arquitetura é da Saraiva + Associados e contempla três pisos com onze tipologias distintas de quartos, de decoração clássica, com pormenores vintage e detalhes temáticos inspirados nas antigas carruagens.